# Tranent Tower
Tranent Tower ist die Ruine einer Niederungsburg (Tower House) mit L-förmigem Grundriss aus dem 16. Jahrhundert in Tranent in der schottischen Council Area East Lothian. Die Überreste gelten als Scheduled Monument.

## Geschichte
Den Tranent Tower ließ der Clan Seton 1542 auf seinem Land errichten. Noch im 16. Jahrhundert kaufte die Familie Vallance das Anwesen und behielt es bis ins 19. Jahrhundert. Irgendwann in dieser Zeit diente der Turm auch als Kaserne und Anfang des 20. Jahrhunderts als Heustadel.

## Architektur
Das kleine Tower House befindet sich am Ende einer Straße in der Stadt Tranent, die um die Burg herum entstand.
Im Erdgeschoss sind zwei Räume mit Gewölbedecken. Der Hauptblock hat drei Stockwerke und der Treppenflügel vier. Das Gebäude hat ein Hohlpfannendach. Im ersten Obergeschoss war der Rittersaal. Heute befindet sich der Turm in schlechtem Erhaltungszustand. Der Treppenflügel ist im Südwesten angebaut. Der Eingang liegt im Süden, ebenso wie viele der Fenster. Dies legt den Schluss nahe, dass das Tower House auf dieser Seite von einer Einfriedung umgeben war, aber es gibt keinen weiteren Beweis hierfür.
Tranent Tower, der eine Grundfläche von 11,2 Meter × 7,6 Meter bedeckt, ist aus gelb-beigem und braunem Sandsteinbruch erbaut. Vermutlich gab es ursprünglich auch einen Wachraum, der oben an der Treppe auf Konsolen abgestützt war. Später wurde er in ein Taubenhaus mit Pultdach umgebaut. Das Gebäude hat Staffelgiebel. Bis Mitte des 20. Jahrhunderts war das Dach noch mit Dachpfannen belegt, aber es ist unwahrscheinlich, dass dies noch die originale Dacheindeckung war, und das oberste Geschoss könnte wesentlich umgebaut worden sein.
Jedes der Stockwerke wird durch kreuzförmig angeordnete Innenmauern geteilt. Diese Innenmauern scheinen frühe Einbauten gewesen zu sein. Unter Umständen gab es frühere, weniger stabile Kreuzunterteilungen. Der Rittersaal ist mit einem großen, vermauerten, offenen Kamin, einem Lavabo, Schränken und einer Art Buffetnische in der Nordmauer ausgestattet.